# البارود شرق
قرية البارود شرق هي إحدى القرى التابعة لمركز صدفا في محافظة أسيوط في جمهورية مصر العربية. حسب إحصاءات سنة 2006، بلغ إجمالي السكان في البارود شرق 3168 نسمة، منهم 1620 رجل و1548 امرأة.